# Melanie
Melanie Anne Safka-Schekeryk (født 3. februar 1947, død 23. januar 2024) var en amerikansk singer-songwriter kendt som Melanie og undertiden som Melanie Safka. Hun er bedst kendt for det globale hit "Brand New Key" i 1971/72, hendes coverversion af "Ruby Tuesday", hendes komposition "What Have They Done to My Song Ma" og hendes internationale internationale gennembrudshit fra 1970 "Lay Down (Candles in the Rain)", inspireret af hendes oplevelse af at optræde på Woodstockfestivalen i 1969.

## Diskografi
- Born to Be (1968)
- Melanie aka Affectionately Melanie (1969)
- Candles in the Rain (1970)
- The Good Book (1971)
- Gather Me (1971)
- Garden in the City (1971)
- Stoneground Words (1972)
- Madrugada (1974)
- As I See It Now (1974)
- Sunset and Other Beginnings (1975)
- Photograph (1976)
- Phonogenic – Not Just Another Pretty Face (1978)
- Ballroom Streets (1979)
- Arabesque (1982)
- Seventh Wave (1983)
- Am I Real or What (1985)
- Melanie (1987)
- Cowabonga – Never Turn Your Back on a Wave (1988)
- Silence Is King (1993)
- Silver Anniversary (1993)
- Old Bitch Warrior (1996)
- Low Country (1997)
- Antlers (1997)
- Beautiful People (1999)
- Moments from My Life (2002)
- Crazy Love (2002)
- Paled by Dimmer Light (2004)
- Ever Since You Never Heard of Me (2010)